# 桓偉
桓 偉（かん い、生年不詳 - 403年）は、東晋末期の軍人・政治家。字は幼道。譙国竜亢県の人。東晋の大司馬桓温の子。東晋に仕え、桓氏一族の発展に貢献した。

## 生涯
東晋に仕え、隆安3年（399年）12月、南蛮校尉姚広に代わり、輔国将軍・南蛮校尉に任じられた。荊州刺史殷仲堪が東晋に反乱を起こし、江州刺史桓玄が討伐にやってきた。桓玄は密書を桓偉に送り、内応の指示を送った。桓偉は多忙のため、内応の指示を知らず、殷仲堪に桓玄らと戦うと述べた。殷仲堪は桓偉を捕らえ、桓玄に書を送り、味方するように指示した。桓偉は断ったため、捕われたままとなった。
隆安4年（400年）3月、冠軍将軍・雍州刺史に任じられた。
隆安5年（401年）12月、桓玄の上表により、江州刺史に任じられ、夏口に鎮した。
元興元年（402年）1月、桓玄は桓偉に江陵の守りを任せ、驃騎大将軍司馬元顕の討伐に向かった。
3月、安西将軍・使持節・都督荊益寧秦梁五州諸軍事・南蛮校尉・荊州刺史に任じられ、西昌侯に封じられた。
元興2年（403年）8月、亡くなった。開府儀同三司・驃騎将軍を贈位され、爵位は桓玄が継いだ。
同年12月、桓楚が建国されると、大将軍・侍中を贈位され、義興郡王に封じられた。子の桓浚が爵位を継いだ。

## 人物・逸話
- 情に厚く誠実であり、桓偉が治めていた領民から慕われていた[1]。
- 桓偉が殷仲堪に捕われたと聞いた桓玄は、殷仲堪が優柔不断な性格を見抜き、桓偉の身は心配ないと論じた。殷仲堪の死後、桓偉は無事で桓玄の言う通りになった[2]。
- 桓偉の死後、桓玄は喪に服すにあたり、楽曲を作った。曲が始まると、桓玄は歌いながら慟哭した。涙を抑えると、大いに楽しんだ。桓偉は桓玄に唯一親任されていた存在であり、桓玄は親任する存在がいないことを危ぶんだ[3]。
- 桓玄は桓偉が葬られた日、朝は慟哭して晩は大いに楽しんだ。或いはたびたび外へ出て、馬で駆けるほど、桓偉の死を悼んだ[3]。

## 家系

### 父
- 桓温

### 兄弟
- 桓熙 - 字は伯道
- 桓済 - 字は仲道
- 桓歆 - 字は叔道
- 桓禕 - 字は季道
- 桓玄 - 字は敬道

### 子女
- 桓浚